# Muscari
Muscari Mill. es un género de pequeñas plantas herbáceas, perennes y bulbosas perteneciente a la subfamilia de las escilóideas dentro de las asparagáceas. Comprende aproximadamente 40 especies nativas de Eurasia caracterizadas por sus bellos racimos de flores de colores brillantes.

## Descripción
Las especies de Muscari son plantas pequeñas, que no superan los 20-25 cm de altura, herbáceas, acaules, bulbosas, de hojas arrosetadas, lineares y flores pedunculadas, vistosas, perfumadas o inodoras, dispuestas en racimos simples en la extremidad de un largo escapo, llevando a menudo en su parte superior un penacho de flores estériles.

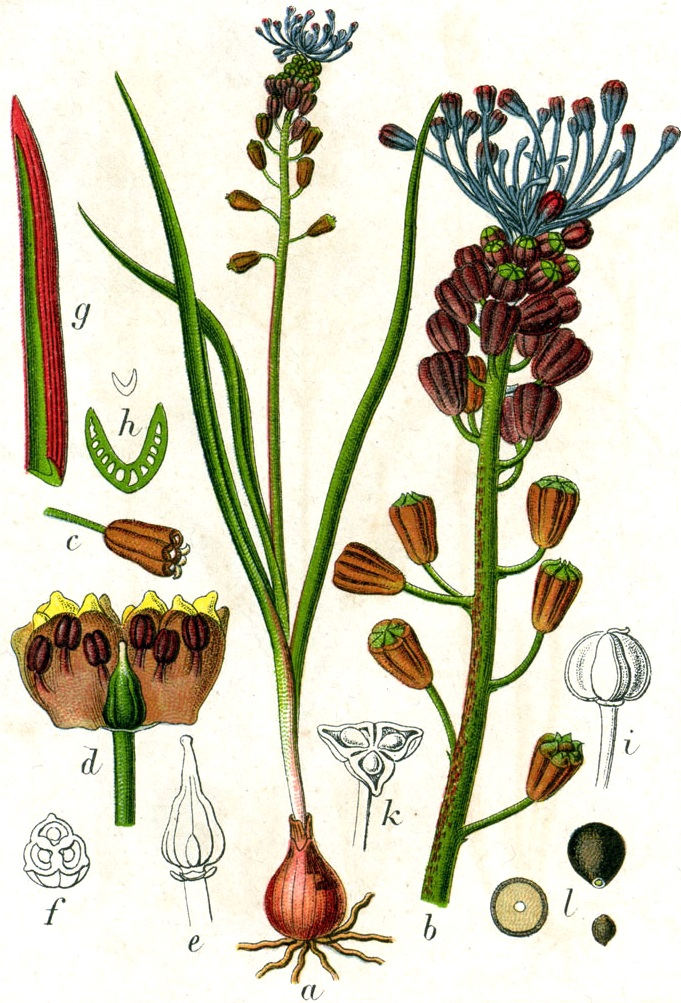
Imagen de (a) Planta entera, (b) racimo con flores y frutos, (c) fruto, (d) detalle de la flor, (e) pistilo, (f) ovario en corte transversal, (g) extremo de una hoja, (h) hoja en corte transversal, (i) cápsula, (k) fruto en corte transversal, (l) semillas.

Las flores son actinomorfas, hermafroditas o parcialmente estériles. El perigonio es urceolado, compuesto de 6 tépalos soldados en casi toda su extensión, 6-dentado en el ápice. El color de las flores es en general azul, pero hay especies y variedades de color lila, blanco y amarillo. El androceo está compuesto por 6 estambres, inclusos, pequeños. El ovario es súpero, sésil, trilocular, con los lóculos biovulados. El estilo es corto. Presentan 3 estigmas pequeños. El fruto es una cápsula trígona o trialada.

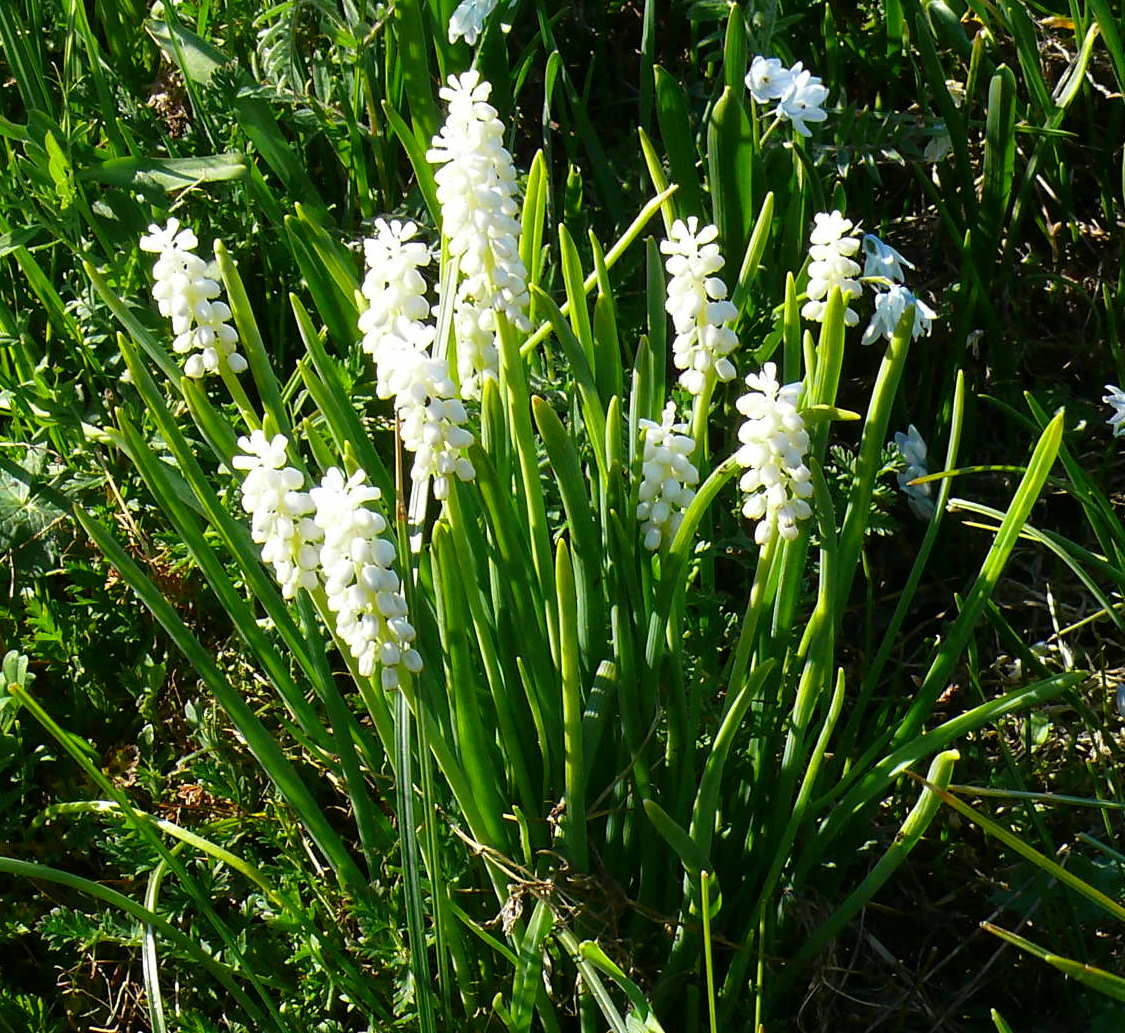
Muscari botryoides cv album

## Usos y cultivo
Varias especies de Muscari se cultivan con propósitos ornamentales y existen muchos cultivares disponibles en el mercado. Florecen en primavera y varias de las especies y cultivares son de las primeras plantas en florecer en esa estación.
Se utilizan en borduras y, gracias a su capacidad para difundirse, para naturalizar en parques grandes.

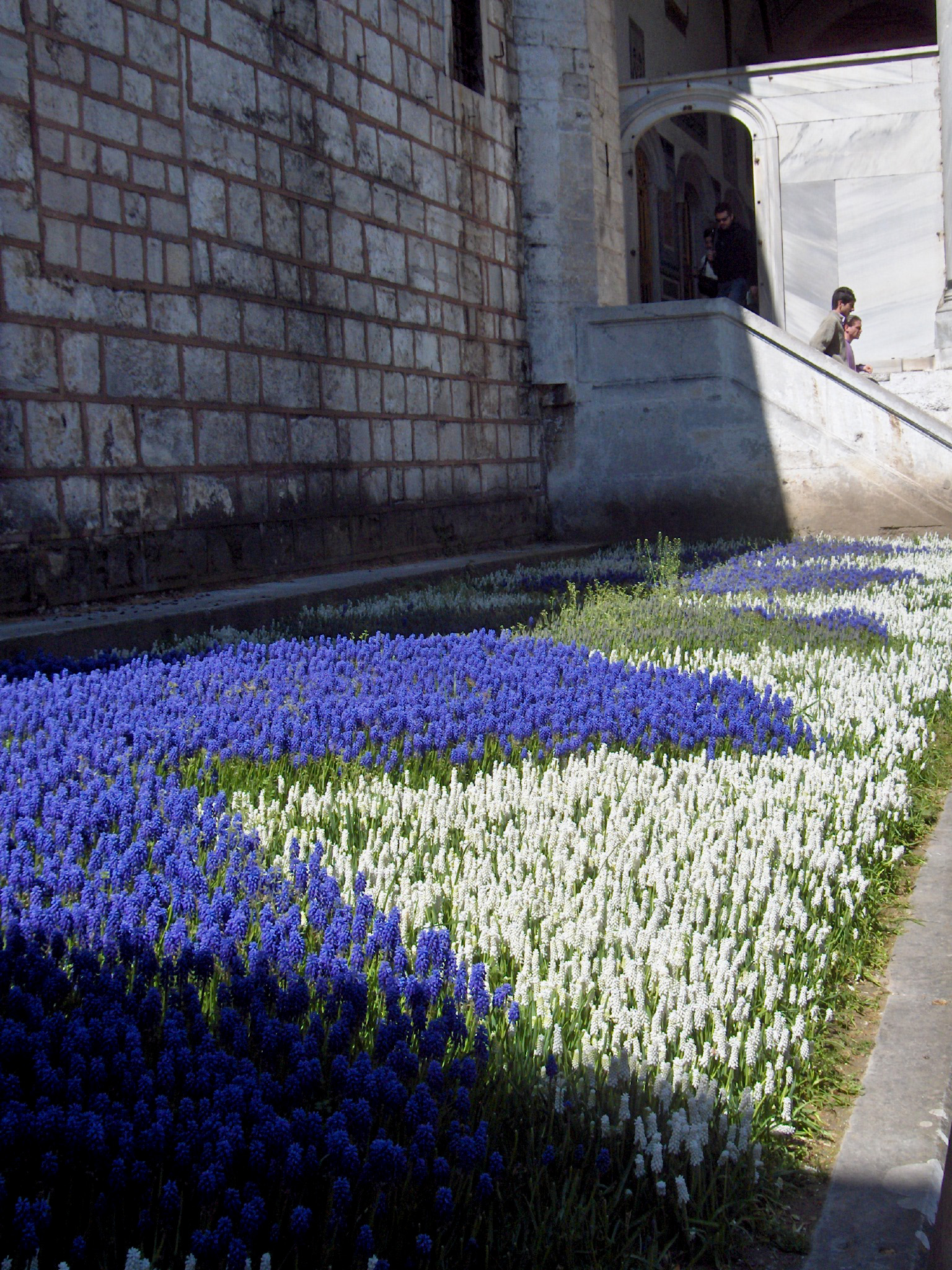
Muscaris azules y blancos en los jardines del Palacio Topkapi en Estambul.

El cultivo de estas especies no presenta inconvenientes. Los bulbos se plantan en cualquier tipo de terreno a finales de verano o principios de otoño, a unos 8-10 cm de profundidad. No deben fertilizarse o abonarse, ya que tal práctica favorece el desarrollo vegetativo en desmedro de las flores. Tienden a difundirse espontáneamente y después de unos años se hacen muy densas y es conveniente ralearlas. Las especies del género también se prestan para el cultivo de macetas en interiores. Si se plantan a principios del otoño en interiores pueden florecer en pleno invierno.

## Multiplicación
Se multiplican en otoño por división de los bulbos, que deben replantarse inmediatamente.

## Taxonomía
El género fue descrito por Eugène Henri Perrier de la Bâthie  y publicado en Bulletin de la Société Botanique de France 81: 819. 1934[1935].
Etimología
Muscari: nombre genérico que deriva del  latín medieval muscarium, es un derivado del almizcle, que evoca el olor almizclado de ciertas especies.

## Especies
- Muscari adilii M.B.Güner & H.Duman
- Muscari albiflorum (Täckh. & Boulos) Hosni
- Muscari alpanicum Schchian
- Muscari anatolicum Cowley & Özhatay
- Muscari armeniacum Leichtlin ex Baker
- Muscari aucheri (Boiss.) Baker
- Muscari babachii Eker & Koyuncu
- Muscari baeticum Blanca
- Muscari botryoides (L.) Mill.
- Muscari bourgaei Baker
- Muscari cazorlanum C.Soriano & al.
- Muscari commutatum Guss.
- Muscari comosum Parl.
- Muscari discolor Boiss. & Hausskn.
- Muscari dolichanthum Woronow & Tron
- Muscari fertile Ravenna
- Muscari filiforme Ravenna
- Muscari hermonense Ravenna
- Muscari hierosolymitanum Ravenna
- Muscari kerkis Karlén
- Muscari kurdicum Maroofi
- Muscari latifolium J.Kirk.
- Muscari lazulinum Ravenna
- Muscari longistylum (Täckh. & Boulos) Hosni
- Muscari macbeathianum Kit Tan
- Muscari macrocarpum Sweet
- Muscari massayanum C.Grunert
- Muscari matritensis Ruíz Rejón & al.
- Muscari microstomum P.H.Davis & D.C.Stuart
- Muscari mirum Speta
- Muscari neglectum Guss. ex Ten.
- Muscari olivetorum Blanca
- Muscari parviflorum Desf.
- Muscari pulchellum Heldr. & Sart.
- Muscari racemosum Mill.
- Muscari salah-eidii (Täckh. & Boulos) Hosni
- Muscari sandrasicum Karlén
- Muscari sivrihisardaghlarensis Yild. & B.Selvi
- Muscari spreizenhoferi (Heldr. ex Osterm.) H.R.Wehrh.
- Muscari stenanthum Freyn
- Muscari tavoricum Ravenna
- Muscari turcicum Uysal et al.
- Muscari vuralii Bagci & Dogu